# والریوس والنس
اورلیوس والریوس والنس (به لاتین: Aurelius Valerius Valens) (درگذشتهٔ ۳۱۷) برای مدت کوتاهی (از اواخر ۳۱۶ تا یکم مارس ۳۱۷) به طور مشترک با لیسینیوس امپراتور روم بود.

## زندگینامه
والریوس والنس تا پیش از نشستن بر تخت امپراتوری دوک خط مرزی در داسیا بود. هنگامی که لیسینیوس در نبرد سیبالی (از نخستین جنگ‌های داخلی بین لیسینیوس و کنستانتین) در ۸ اکتبر ۳۱۴ یا ۳۱۶ از کنستانتین شکست خورد به ادیرنه گریخت. او در آنجا با کمک والنس موفق شد تا لشکری را فراهم آورد و لیسینیوس او را در اوایل دسامبر ۳۱۶ به امپراتوری مشترک با خود برگزید.
لیسینیوس در نبرد کامپوس آردینسیس بار دیگر از کنستانتین شکست خورد و در یکم مارس ۳۱۷ تسلیم او شد. لیسینیوس پس از این شکست کنستانتین را به‌عنوان امپراتور ارشد به رسمیت شناخت. بین دو امپراتور پیمان صلحی برقرار شد و لیسینیوس پس از آن والنس را از قدرت خلع و اعدام نمود.